# Lijst van gemeenten in Cluj

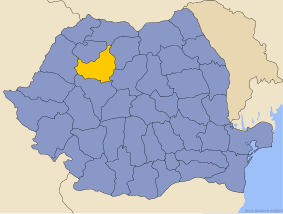
Het district Cluj in Roemenië

Lijst van gemeenten in Cluj
1. Aghireșu
2. Aiton
3. Aluniș
4. Apahida
5. Așchileu Mare
6. Baciu
7. Băișoara
8. Beliș
9. Bobâlna
10. Bonțida
11. Borșa
12. Buza
13. Căianu
14. Călățele
15. Cămărașu
16. Căpușu Mare
17. Cășeiu
18. Cătina
19. Câțcău
20. Ceanu Mare
21. Chinteni
22. Chiuiești
23. Ciucea
24. Ciurila
25. Cojocna
26. Cornești
27. Cuzdrioara
28. Dăbâca
29. Feleacu
30. Fizeșu Gherlii
31. Florești
32. Frata
33. Gârbău
34. Geaca
35. Gilău
36. Iara
37. Iclod
38. Izvoru Crișului
39. Jichișu de Jos
40. Jucu
41. Luna
42. Măguri-Răcătău
43. Mănăstireni
44. Mărgău
45. Mica
46. Mihai Viteazu
47. Mintiu Gherlii
48. Mociu
49. Moldovenești
50. Negreni
51. Pălatca
52. Panticeu
53. Petreștii de Jos
54. Ploscoș
55. Poieni
56. Recea-Cristur
57. Săcuieu
58. Săndulești
59. Săvădisla
60. Sânncraiu
61. Sânmartin
62. Sânpaul
63. Someșeni
64. Sic
65. Suatu
66. Tritenii de Jos
67. Tureni
68. Țaga
69. Unguraș
70. Vad
71. Valea Ierii
72. Viișoara
73. Vultureni

Steden met gemeentestatus: Cluj-Napoca · Turda · Câmpia Turzii · Dej · Gherla

Stad zonder gemeentestatus: Huedin

Gemeenten: Aghireșu · Aiton · Aluniș · Apahida · Așchileu Mare · Baciu · Băișoara · Beliș · Bobâlna · Bonțida · Borșa · Buza · Căianu · Călățele · Cămărașu · Căpușu Mare · Cășeiu · Cătina · Câțcău · Ceanu Mare · Chinteni · Chiuiești · Ciucea · Ciurila · Cojocna · Cornești · Cuzdrioara · Dăbâca · Feleacu · Fizeșu Gherlii · Florești · Frata · Gârbău · Geaca · Gilău · Iara · Iclod · Izvoru Crișului · Jichișu de Jos · Jucu · Luna · Măguri-Răcătău · Mănăstireni · Mărgău · Mărișel · Mica · Mihai Viteazu · Mintiu Gherlii · Mociu · Moldovenești · Negreni · Pălatca · Panticeu · Petreștii de Jos · Ploscoș · Poieni · Râșca · Recea-Cristur · Săcuieu · Săndulești · Săvădisla · Sânncraiu · Sânmartin · Sânpaul · Someșeni · Sic · Suatu · Tritenii de Jos · Tureni · Țaga · Unguraș · Vad · Valea Ierii · Viișoara · Vultureni
Alba · Arad · Argeș · Bacău · Bihor · Bistrița-Năsăud · Botoșani · Brașov · Brăila · Buzău · Caraș-Severin · Călărași · Cluj · Constanța · Covasna · Dâmbovița · Dolj · Galaţi · Giurgiu · Gorj · Harghita · Hunedoara · Ialomița · Iași · Ilfov · Maramureș · Mehedinți · Mureș · Neamț · Olt · Prahova · Satu Mare · Sălaj · Sibiu · Suceava · Teleorman · Timiș · Tulcea · Vaslui · Vâlcea · Vrancea